# Jegenstorf
Jegenstorf (gsw. Jegischtorf) – gmina (niem. Einwohnergemeinde) w Szwajcarii, w kantonie Berno, w regionie administracyjnym Bern-Mittelland, w okręgu Bern-Mittelland. 1 stycznia 2010 wchłonęła gminę Ballmoos, a 1 stycznia 2014 gminy  Münchringen i Scheunen.
Gmina po raz pierwszy została wspomniana w dokumentach w 1131 roku jako Igistorf. W 1255 roku gminę wspomniano jako Jegistorf.

## Demografia
W Jegenstorfie 31 grudnia 2020 roku mieszkało 5 738 osób. W 2020 roku 10% populacji gminy stanowiły osoby urodzone poza Szwajcarią.
W 2000 roku 93,5% populacji mówiło w języku niemieckim, 1,1% w języku francuskim i tyle samo w języku albańskim, a 0,6% w języku włoskim.

Zmiany w liczbie ludności są przedstawione na poniższym wykresie:

## Transport
Przez teren gminy przebiega droga główna nr 12.